# Agonopterix adspersella
Agonopterix adspersella is een vlinder uit de familie grasmineermotten (Elachistidae). De wetenschappelijke naam is voor het eerst geldig gepubliceerd in 1832 door Kollar.
De soort komt voor in Europa.